# Jesús González Margaride
Jesús González Margaride (Puente Nuevo, 28 de septiembre de 1967) es un deportista español que compitió en atletismo adaptado. Ganó una medalla de bronce en los Juegos Paralímpicos de Sídney 2000 en la prueba de 1500 m (clase T36).

## Palmarés internacional
| Juegos Paralímpicos | Juegos Paralímpicos | Juegos Paralímpicos | Juegos Paralímpicos |
| Año                 | Lugar               | Medalla             | Prueba              |
| ------------------- | ------------------- | ------------------- | ------------------- |
| 2000                | Sídney (Australia)  | Medalla de bronce   | 1500 m T36          |